# Protographium agesilaus
Protographium agesilaus är en fjärilsart som först beskrevs av Guérin och Achille Rémy Percheron 1835.  Protographium agesilaus ingår i släktet Protographium och familjen riddarfjärilar. Inga underarter finns listade i Catalogue of Life.

## Bildgalleri

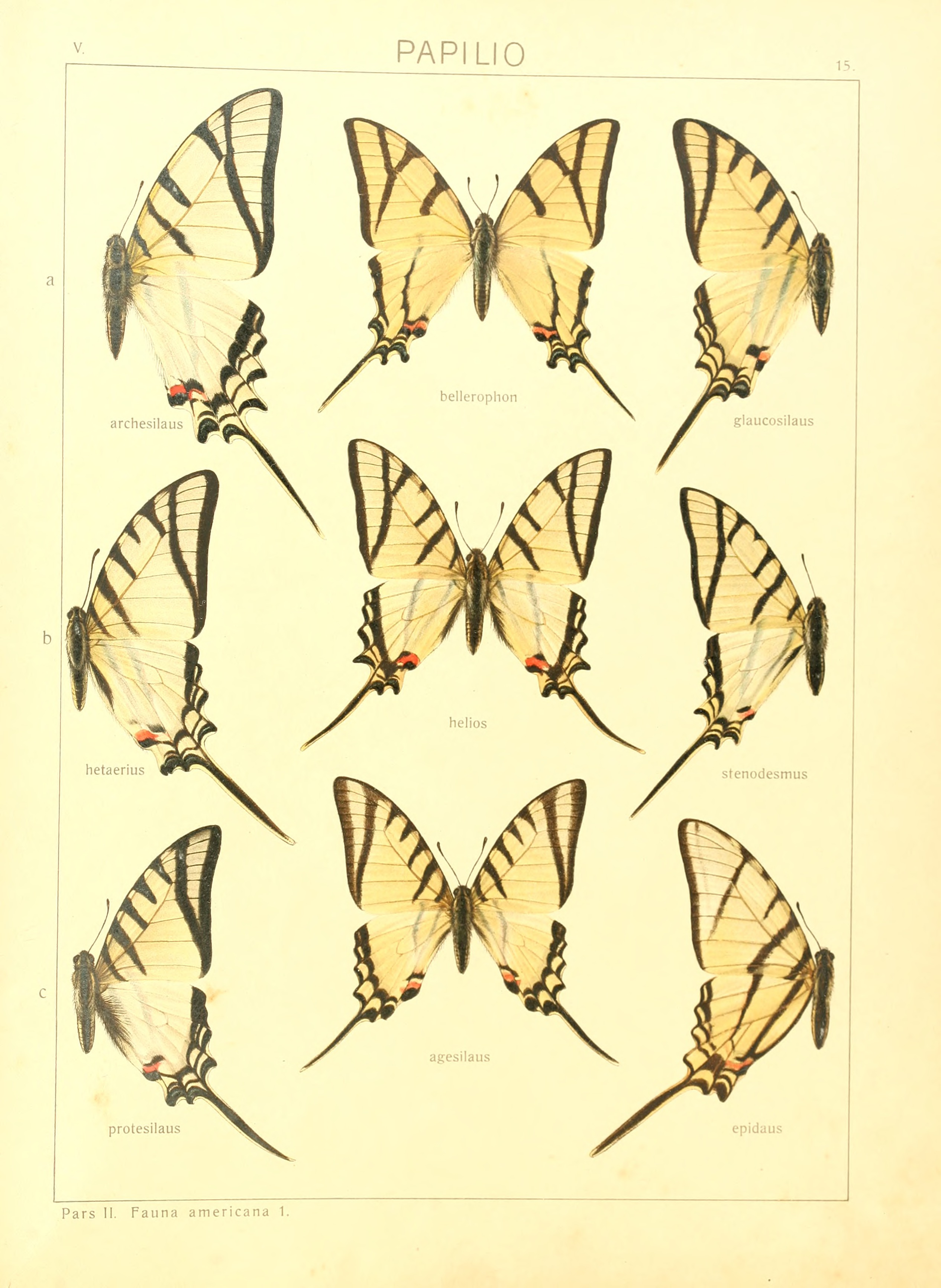
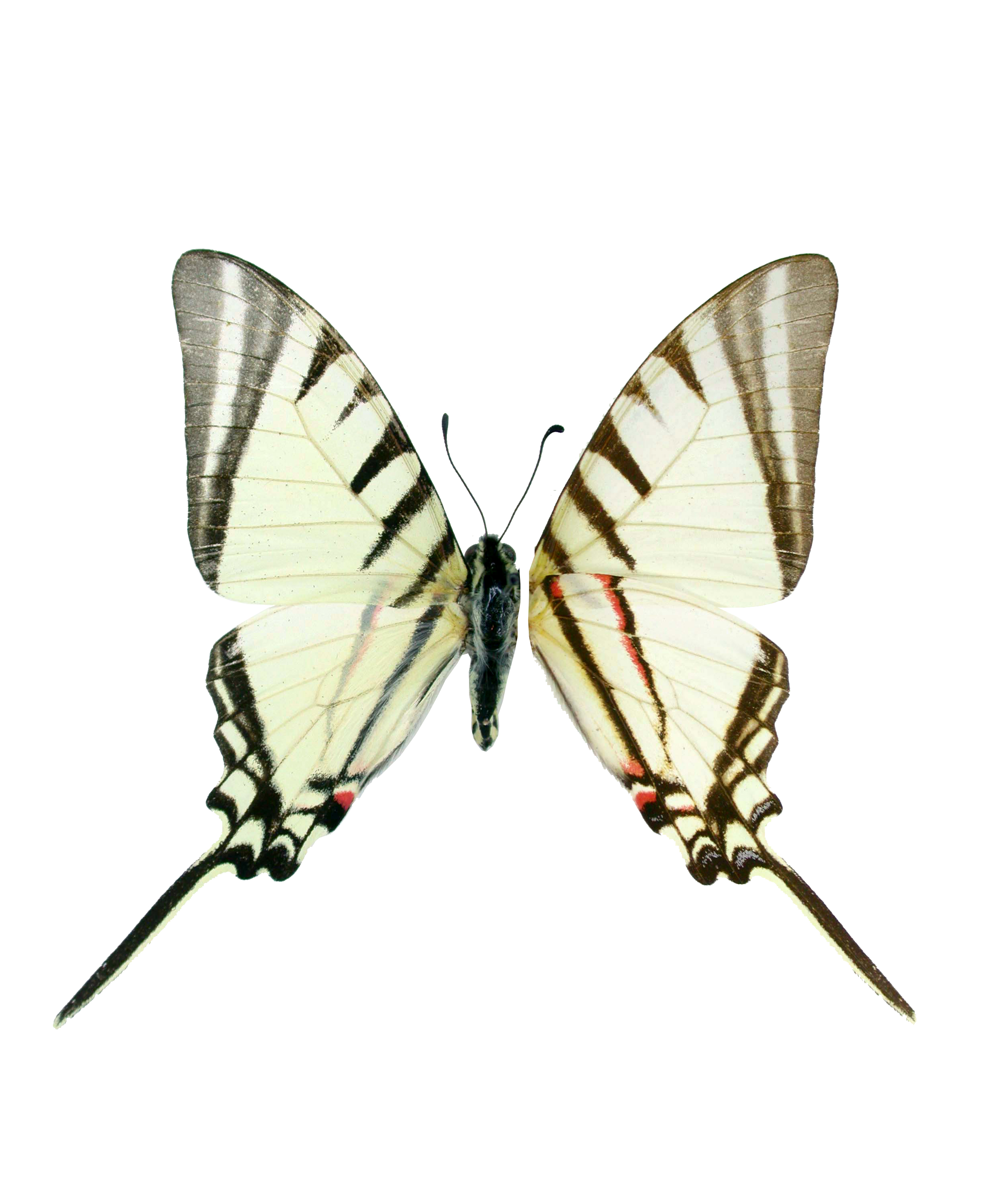